# Neue Galerie New York
Neue Galerie New York – galeria sztuki znajdująca się w Nowym Jorku (USA) na rogu 86th Street i Piątej Alei. Specjalizuje się w niemieckiej i austriackiej sztuce oraz wzornictwie z lat 1890–1940. Znajduje się w obrębie tzw. Museum Mile (razem m.in. z: Metropolitan Museum of Art, Muzeum Guggenheima i Frick Collection.

## Historia
Idea muzeum wyszła początkowo od dwóch bliskich przyjaciół: marszanda i organizatora wystaw muzealnych Serge’a Sabarsky’ego oraz przedsiębiorcy, filantropa i kolekcjonera sztuki Ronalda Laudera. Obaj oni bardzo interesowali się niemiecką i austriacką sztuką i wzornictwem I poł. XX w. Spotkali się w 1967, tuż przed tym, jak Sabarsky otworzył własną galerię przy Madison Avenue 987. Niemal natychmiast galeria ta zyskała miano wiodącej nowojorskiej galerii specjalizującej się w austriackiej i niemieckiej sztuce okresu ekspresjonizmu. Lauder był tam częstym gościem i klientem. Przez lata Sabarsky i Lauder dyskutowali nad otwarciem muzeum jako miejsca prezentacji najlepszych prac z tego okresu. Kiedy Sabarsky w 1996 zmarł, Lauder zdecydował się kontynuować zadanie utworzenia Neue Galerie New York, jako wyraz hołdu dla zmarłego przyjaciela.

## Siedziba
Muzeum zostało ulokowane w pałacyku zbudowanym pierwotnie dla przemysłowca Williama Starra Millera (1856–1935), budowli w stylu Ludwika XIII/Beaux-Arts, położonej na rogu 86th Street i Piątej Alei. Neue Galerie została otwarta 16 listopada 2001.
W muzeum obok pomieszczeń galerii znajduje się również księgarnia, pracownia aranżacji wnętrz i dwie wiedeńskie kawiarnie: "Café Sabarsky" i "Café Fledermaus", obie prowadzone przez restauratora Kurta Gutenbrunnera.

## Kolekcja

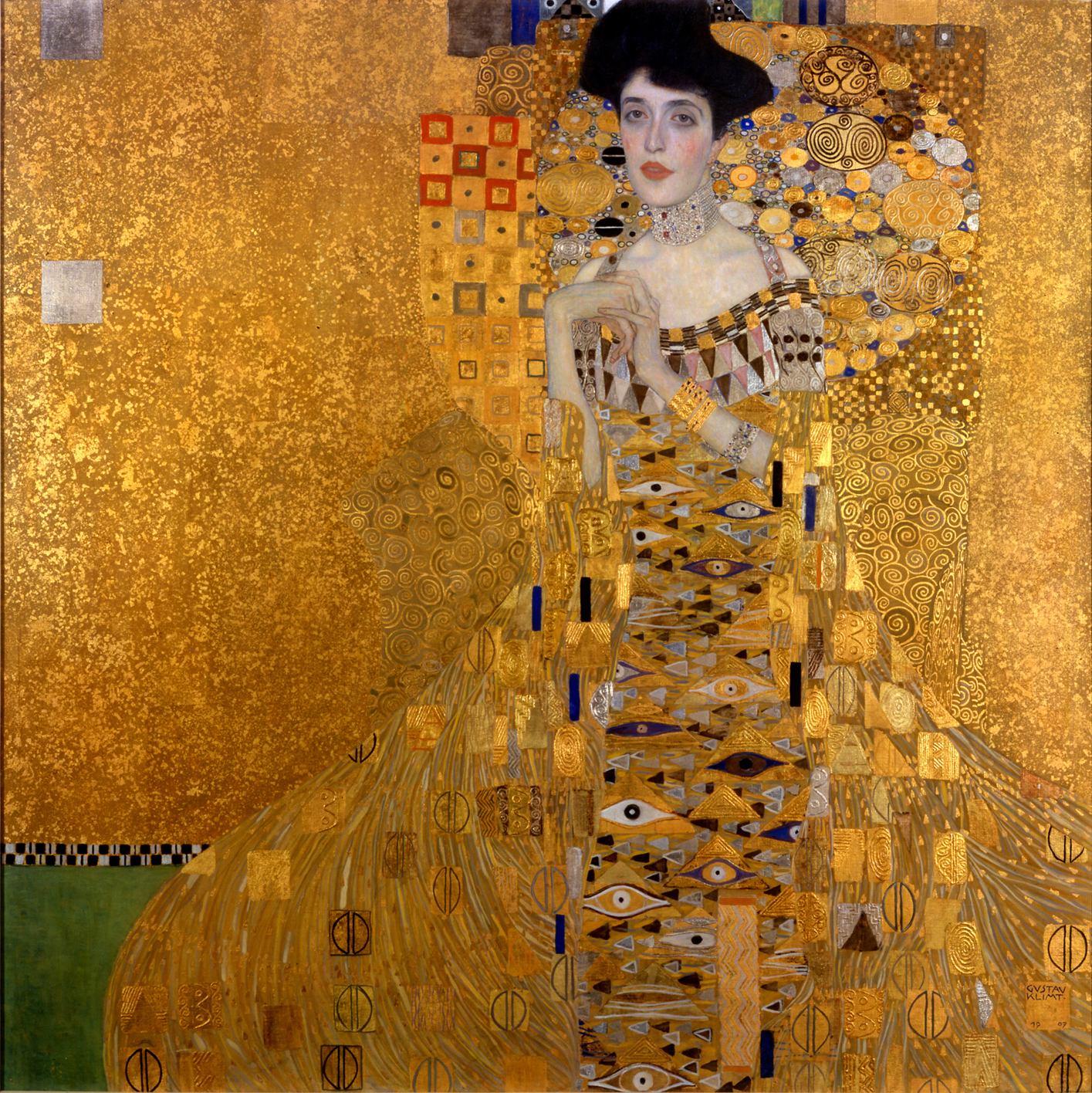
Gustav Klimt, Portret Adele Bloch-Bauer I (1907). Najdroższy obraz kolekcji Neue Galerie.

Zbiory Neue Galerie są podzielone na dwie sekcje. Pierwsza obejmuje dzieła sztuki i rzemiosła artystycznego pochodzące z Austrii, w tym obrazy Gustava Klimta, Oskara Kokoschki i Egona Schiele oraz przedmioty dekoracyjne pochodzące z Wiener Werkstätte, wykonane przez takich artystów jak Josef Hoffmann, Koloman Moser i Dagobert Peche. Eksponowana jest również twórczość architektów Adolfa Loosa i Otto Wagnera. Sztuka niemiecka reprezentowana jest przez XX-wieczne kierunki artystyczne, takie jak Der Blaue Reiter, Die Brücke i Bauhaus. Wśród artystów, których dzieła są wystawiane, znajdują się: Wassily Kandinsky, Paul Klee, Ernst Ludwig Kirchner, Emil Nolde, Lyonel Feininger, Otto Dix, Karl Hubbuch, Felix Nussbaum i George Grosz. 
W 2006 Ronald Lauder zakupił od Marii Altmann na rzecz Neue Galerie obraz Klimta Portret Adele Bloch-Bauer I. Cytując poufną umowę Lauder stwierdził jedynie, iż cena, jaką zapłacił, była wyższa, niż ostatnia rekordowa cena 104,2 miliona dolarów, uzyskana za obraz Picassa Chłopiec z fajką (Garçon à la Pipe) z 1905. Prasa donosiła, iż cena uzyskana za obraz wyniosła 135 milionów dolarów, co sprawiło, iż obraz ten był wówczas najdroższym obrazem świata, sprzedanym w historii. Obraz jest wystawiany w galerii od lipca 2006.

## Wystawy (wybór)

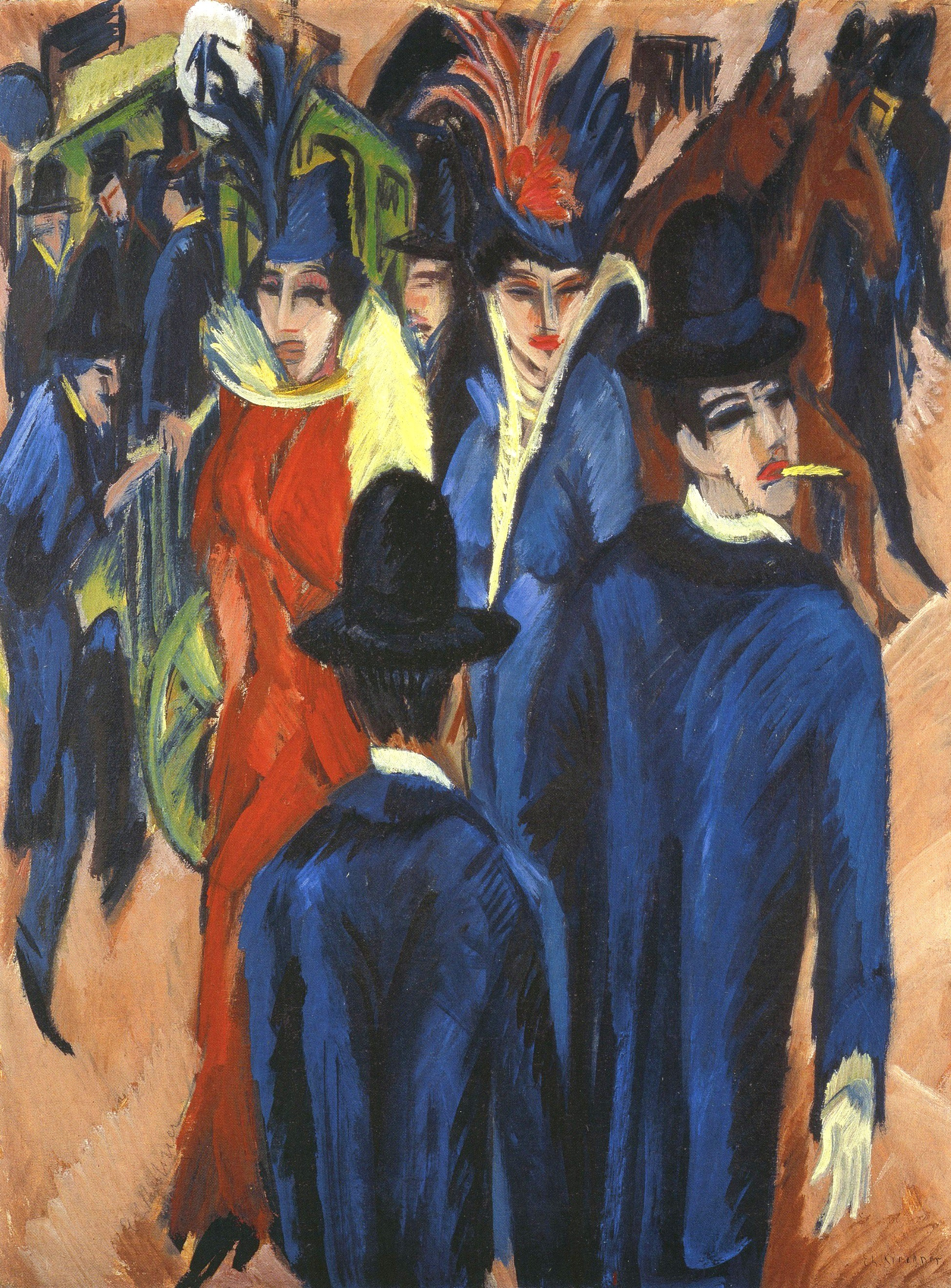
Ernst Ludwig Kirchner, Scena uliczna z Berlina (1913).

Postcards of the Wiener Werkstätte: Selections from the Leonard A. Lauder Collection – od 7 października 2010 do 17 stycznia 2011. Wystawa świętuje dar filantropa Leonarda Laudera – ok. 1000 kart pocztowych przekazanych przez niego na rzecz Neue Galerie; zorganizowany przegląd tych kart to pierwsza w USA tak duża muzealna ekspozycja poświęcona wyłącznie kartom wyprodukowanym przez Wiener Werkstätte w okresie 1907–1920. Wystawę zorganizował Christian Witt-Dörring a towarzyszył jej kompletny katalog opublikowany przez wydawnictwo Hatje Cantz.
Franz Xaver Messerschmidt 1736-1783: From Neoclassicism to Expressionism
– od 16 września 2010 do 10 stycznia 2011. Była to pierwsza na terenie USA wystawa poświęcona twórczości Franza Xavera Messerschmidta, urodzonego w Bawarii austriackiego rzeźbiarza. Pośród różnych prac artysty eksponowane były głównie tzw. charakterystyczne „głowy”. Przegląd zorganizował Guilhem Scherf, główny kurator działu rzeźby muzeum Luwru.
Brücke: The Birth of Expressionism, 1905-1913 – od 26 lutego do 29 czerwca 2009. W czasie trwania wystawy eksponowanych było ponad 100 obrazów, rzeźb i prac wykonanych na papierze. Była to pierwsza wielka wystawa w USA poświęcona czołowym artystom ugrupowania znanego jako Die Brücke. Przegląd zorganizował Reinhold Heller, członek zarządu Neue Galerie, znany międzynarodowy badacz niemieckiego ekspresjonizmu. Neue Galerie była jedynym miejscem tego przeglądu.
Alfred Kubin: Drawings, 1897-1909 – od 25 września 2008 do 26 stycznia 2009. Była to pierwsza wystawa makabrycznych prac austriackiego artysty Alfreda Kubina na terenie USA. Pokaz, który zorganizowała Annegret Hoberg, kurator Städtische Galerie im Lenbachhaus w Monachium, zawierał ponad 100 wczesnych prac artysty wykonanych na papierze.
Gustav Klimt: The Ronald S. Lauder and Serge Sabarsky Collections – od 18 października 2007 do 30 czerwca 2008. Wypełniła całą powierzchnię muzeum. Przedstawiała najświetniejsze dzieła austriackiego artysty awangardowego Gustava Klimta. Na prezentowany zbiór złożyło się 8 obrazów i ponad 120 prac wykonanych na papierze. Zaprezentowano ponadto oryginalne umeblowanie salonu przyjęć artysty w jego atelier przy ul. Josefstädter Strasse 21 i odtworzenie jego malowidła Beethoven Frieze.
Ernst Ludwig Kirchner: Berlin Street Scene – od 26 lipca do 17 września 2007. Było to poszerzenie niewielkiej wystawy dzieł Ernsta Ludwiga Kirchnera z listopada 2006, które weszły w skład zbiorów Neue Galerie na początku lata 2007. Obok obrazu Scena uliczna z Berlina zaprezentowano rzeźbę artysty Stojąca dziewczyna, kariatyda (1909–10) jak również wybór obrazów i prac na papierze, stanowiących przegląd sztuki Berlina tego okresu, wykonanych przez samego Kirchnera oraz Ottona Dixa, George'a Grosza i Christiana Schada. 
Van Gogh and Expressionism – od 22 marca do 2 lipca 2007. Celem wystawy było wykazanie kluczowego wpływu Vincenta van Gogha na niemiecki i austriacki ekspresjonizm. Zaprezentowano ponad 80 obrazów i rysunków, w tym szereg wielkich płócien van Gogha jak również ważne obrazy Gustava Klimta, Egona Schiele, Oskara Kokoschki, Aleksieja Jawleńskiego, Franza Marca, Wassily Kandinsky’ego, Ernsta Ludwiga Kirchnera, Emila Nolde i in. Wystawę, która wypełniła całą powierzchnię muzeum, zorganizowała kurator Jill Lloyd, znana badaczka okresu ekspresjonizmu.